# استهلال (فلم)
اسْتِهْلَال أو اِزْدِراع أو بداية (بالإنجليزية: Inception) هو فيلم خيال علمي صدر عام 2010، قام بكتابته وإخراجه وإنتاجه كريستوفر نولان. الفيلم بطولة كل من ليوناردو دي كابريو وكين واتانابي وجوزيف غوردون-ليفيت وماريون كوتيار وإلين بيج وكيليان مورفي وتوم هاردي وديليبي راو وتوم برينجر ومايكل كين. يلعب دي كابريو دور دوم كوب، جاسوس متخصص أو لص تجسس للشركات. يتألف عمله من استخلاص معلومات تجارية قيمة في سرية تامة من عقل أهدافه الباطن، بينما هم نائمون ويحلمون. كون كوب غير قادرا على زيارة ولديه، تُعرض عليه فرصة لاسترجاع حياته القديمة مقابل مُهمة شبه مستحيلة: «الاِزْدِراع»، وهو زرع فكرة في هدف لاواعي.
بعد الانتهاء من فيلمه أرق عام 2002، قدّم نولان إلى شركة وارنر برذرز سيناريو أولي تضمن 80 صفحة لفيلم رعب يدور حول لصوص أحلام، مستوحى من مفاهيم الأحلام الواضحة وحضانة الأحلام.
شعر نولان أن عليه الحصول على خبرة أكبر مع الأفلام واسعة النطاق، فعمل على بداية باتمان والحظوة وفارس الظلام. قضى المخرج ستة أشهر لإنهاء سيناريو اِزْدِراع قبل أن تشتريه منه وارنر برذرز في فبراير 2009. صور الفيلم في ستة دول وأربع قارات، بدءا من طوكيو في 19 يونيو 2009، إلى كندا في 22 نوفمبر من العام نفسه.
حُدّدت ميزانيته الرسمية في 160 مليون دولار، مقسمة بين وارنر برذرز وليجنداري إنترتينمنت. ساعدت سمعة نولان ونجاحه مع فيلم فارس الظلام في تأمين 100 مليون دولار أمريكي من نفقات الإعلان للفيلم.
أقيم العرض الأول للفيلم في لندن في 8 يوليو 2010؛ وتم إصداره في دور السينما بالصيغة العادية وكذا صيغة آيماكس بدءًا من 16 يوليو 2010. حقّق الفليم أكثر من 828 مليون دولار في جميع أنحاء العالم، ليُصبح رابع أعلى فيلم دخلا في عام 2010. يعتبر أحد أفضل الأفلام في العقد الأول من القرن الحادي والعشرين، حيث تلقّى ثناءً نقديًا على السيناريو، والإخراج، واللقطات، والمؤثرات البصرية، والموسيقى، وطاقم التمثيل. فاز بأربع جوائز أوسكار (أفضل تصوير سينمائي، أفضل مونتاج صوتي، أفضل خلط أصوات، وأفضل مؤثرات بصرية)، وتم ترشيحه لأربع جوائز أخرى: أفضل فيلم، وأفضل سيناريو أصلي، وأفضل تصميم إنتاج، وأفضل موسيقى تصويرية.

## القصة

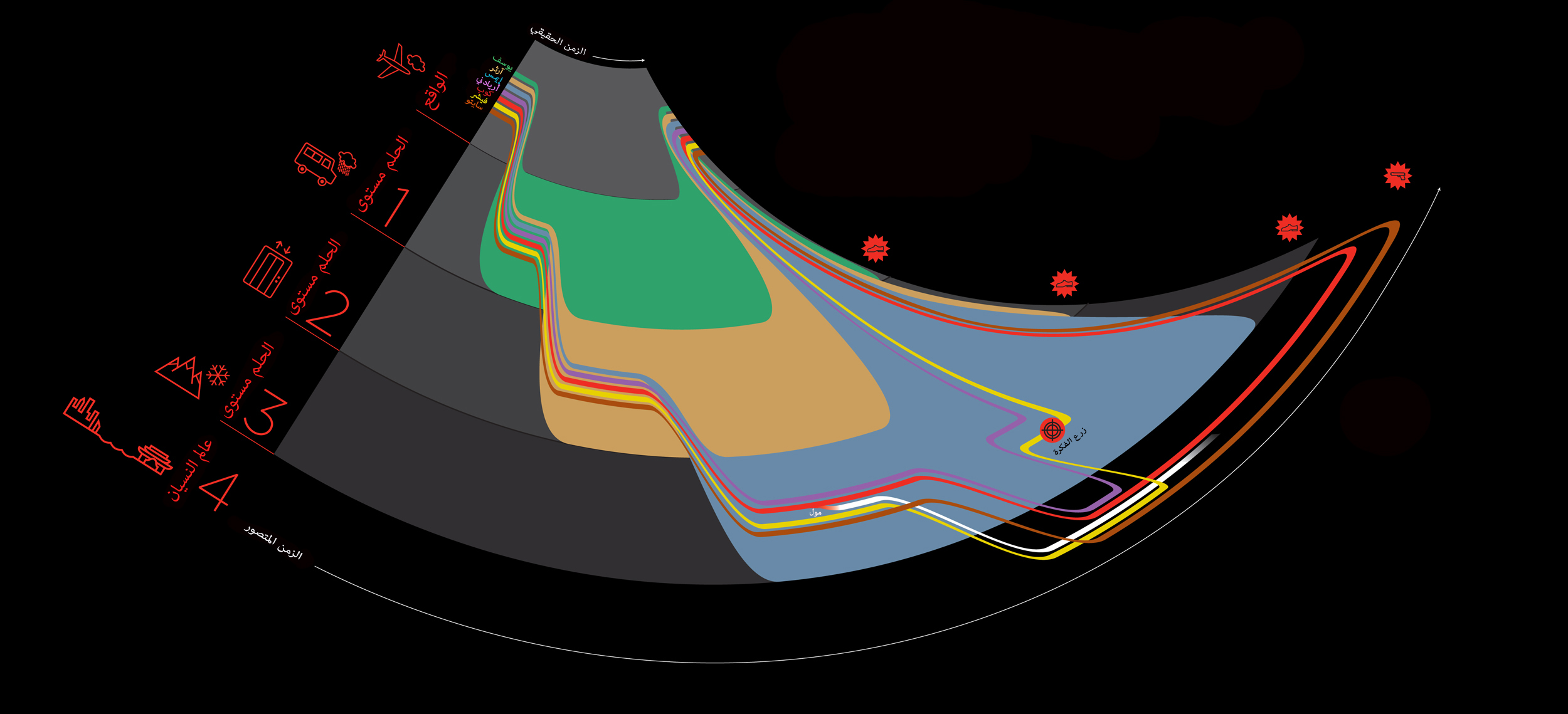
هيكلية فيلم استهلال (2010).

كوب (ليوناردو دي كابريو) عميل من مستوى رفيع للغاية يعمل على سرقة الأفكار بالدخول إلى أحلام الأشخاص وسرقة الأفكار والأسرار المهمة في حياتهم، لكن يتم طلبه لفعل العكس عن طريق رجل أعمال غني يدعى سايتو، أن يقوم بزرع فكرة داخل عقل أحد منافسيه روبرت فيشر (كيليان مورفي) لتبدو الفكرة كأنها من داخل الرجل نفسه وليست مزروعة، والفكرة هي أن يفكك شركات أبيه التي سيورثها عنه، سايتو الرجل الغني (كين واتانابي) أعطى كوب عرض بالمقابل وهو أنه سيسمح لكوب العودة إلى وطنه وأسرته بعد أن أجبر على تركها لأنه مطارد قانونيا. كوب يبدأ في تجميع فريقا للعمل في هذه المهمة وهم آرثر (جوزيف غوردون-ليفيت) صديقه وزميله القديم، إيمس (توم هاردي) متخصص في التخفي والتقليد، يوسف (ديليبي راو) متخصص في الكيمياء وصنع الوصفات، وأرياندي (إلين بيج) مهندسة معمارية صغيرة وعبقرية تعرف عليها كوب من خلال أبيه ميلز (مايكل كين).

## طاقم التمثيل

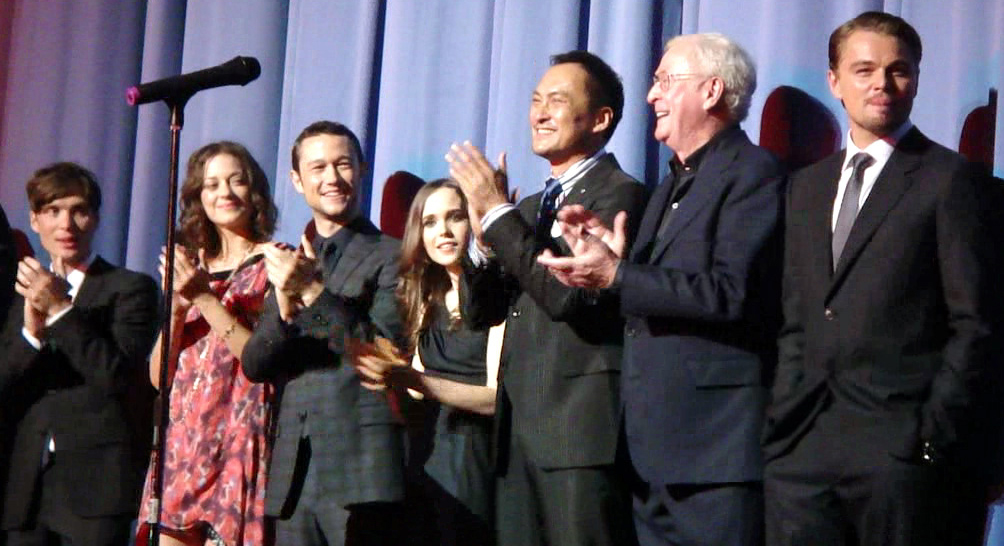
طاقم الممثلين في العرض الأول للفيلم في يوليو 2010. من اليسار إلى اليمين: كيليان مورفي، ماريون كوتيار، جوزيف غوردون-ليفيت، إليوت بيج، كين واتانابي، مايكل كين، وليوناردو دي كابريو.

- ليوناردو دي كابريو في دور دوم كوب، لص محترف متخصص في كشف أسرار ضحاياه من خلال التسلل إلى أحلامهم. كان دي كابريو أول ممثل يتم اختياره للفيلم.[14] وفقًا لمجلة هوليوود ريبورتر، تم عرض الدور على كل من براد بيت وويل سميث.[15] عادةً ما يُقارن دور كوب بـ «الأرمل المسكون في الرومانسية القوطية».[16]

- جوزيف غوردون-ليفيت في دور آرثر، شريك كوب الذي يدير البعثات. قارن غوردون-ليفيت شخصية آرثر بمنتج الفن لدى كوب "الذي يقول: "حسناً، لديك رؤياك؛ الآن سأكتشف كل شيء تعمله حتى تتمكن من القيام بعملك."[17] قام غوردون بجميع أعماله المثيرة باستثناء مشهد واحد حيث قال إن التحضير "كان تحديًا ويجب أن يبدو حقيقيًا".[18] كان جيمس فرانكو في محادثات مع كريستوفر نولان لتأدية دور آرثر، ولكنه في نهاية المطاف لم يكن متاحاً بسبب جدوله.[19]
- إلين بيج في دور أريادني، طالب دراسات عليا في الهندسة المعمارية يتم تعيينه لبناء مناظر الأحلام المختلفة، والتي توصف بأنها متاهات. يُشير اسم«أريادني» إلى أميرة من الأساطير اليونانية القديمة، وهي ابنة الملك مينوس، ساعدت البطل ثيسيوس بمنحه سيفًا وكرة من الخيط لمساعدته على الإبحار في المتاهة التي كانت سجن مينوتور. قال نولان أنه تم اختيار بيج لكونها «مزيجًا مثاليًا من النضارة والذكاء والنضج».[20] قالت بيج أن شخصيتها تعمل كوكيل للجمهور، حيث «إنها تتعلم للتو هذه الأفكار، وفي نفسها تساعد الجمهور في التعرف على موضوع مشاركة الأحلام».[21]

- توم هاردي في دور ايمس، أحد أعضاء فرقة كوب، وهو حاد اللسان، يُشار إليه على أنه «المحرم فينس» إلا أنه تخصصه في الفيلم هو التزوير، وبصورة أدق سرقة الهوية. يستخدم ايمس قدرته على إنتحال الآخرين داخل عالم الأحلام من أجل التلاعب بـ فيشر. وصف هاردي شخصيته بأنها «دبلوماسية قديمة من نوع غراهام غرين».[22]
- كين واتانابي في دور سايتو، وهو رجل أعمال ياباني يوظف كوب للمهمة. كتب نولان الدور مع وضع واتانابي في الاعتبار، حيث أراد العمل معه مرة أخرى بعد بداية باتمان.[23] الفيلم هي أول أعمال واتانابي في بيئة معاصرة حيث لغته الأساسية هي الإنجليزية. وضح واتانابي على خاصية مختلفة لـ سايتو في كل مستوى من مستويات الحلم: «المستوى الأول كان في قلعتي، حيث أَبرزُ بَعْض الأحاسيسِ الخفيةِ. إنه شيء ساحر وقوي وبالعودة إلى الفندق القديم في المستوى الثاني، أظهر الشخصية حادة وأكثر هدوءاً وذكاءً، وهي عملية مختلفة قليلا لتأدية أي شخصية أي فيلم».[24]
- ديليبي راو في دور يوسف، يصف راو يوسف بأنه «عالم أدوية مجرم، وهو مورد للناس». قال المنتج المشارك غوردان غولدبرغ أن دور الكيميائي كان «صعبًا بشكل خاص لأننا لم نريده أن يبدو كتاجر مخدرات»، وأن راو كان في الطاقم لكونه «مضحك، مثير للاهتمام، وذكي بشكل واضح».[25]
- كيليان مورفي في دور روبرت فيشر، هدف الفريق فهو وريث رجل الأعمال.[23] قال مورفي أن تم تصوير فيشر على أنه «طفل بغيض يحتاج إلى الكثير من الاهتمام من والده، لديه كل ما يمكن أن يريده ماديًا، لكنه يفتقر بشدة ما يريده عاطفياً». كما بحث مورفي عن أبناء روبرت مردوخ، «ليضيف إلى ذلك فكرة العيش في ظل شخص شديد القوة».[26]
- توم بيرينجر في دور براوننغ، الأب الروحي لروبرت فيشر والزميل التنفيذي في شركة فيشر.[27] قال بيرينجر أن براونينغ يعمل بمثابة «الأب البديل» لفيشر، والذي يطلق عليه «العم بيتر»، أكد بيربنجر أن «كان براوننج مع [روبرت] طوال حياته وربما قضى معه وقتًا ممتعًا أكثر من والده».[25]
- ماريون كوتيار في دور مول كوب، زوجة دوم المتوفاة. وهي مظهر من مظاهر ذنب دوم حول السبب الحقيقي لانتحارها.[28] وصف نولان مول بأنها «جوهر المرأة الفتاكة»، وأثنى دي كابريو على أداء كوتيار قائلاً إنها «يمكن أن تكون قوية وضعيفة ومفعمة بالأمل ومفجعة للقلب في نفس اللحظة، كانت مثالية لجميع التناقضات في شخصيتها».[29]
- بيتي بوستلثويت بدور موريس فيشر، والد روبرت فيشر والمؤسس لإمبراطورية تجارية كبيرة، يظهر في الفيلم وهو يحتضر.
- مايكل كين في دور البروفيسور مايلز، معلم كوب ووالد زوجته،[25] وأستاذ أريادني الجامعي الذي يوصي بأريادني للعمل بالفريق.[30]
- لوكاس هاس في دور ناش، مهندس معماري في فريق كوب والذي يخون الفريق ويتم استبداله لاحقًا بـ«أريادني».[31]
- تالولا رايلي بدور امرأة، يُنسب إليها لقب «الشقراء»، والتي يتنكر فيها إيمس في الحلم. أحبت رايلي الدور، على الرغم من كونه ضئيلًا: «أرتدي فستانًا لطيفًا، وقمت بأخذ الرجال في الحانات وأدخلتهم المصعد. كان من الجيد أن أفعل شيئًا للبالغين، وهو أمر غير معتاد، فأنا عادةً ما ألعب دور تلميذة إنجليزية تبلغ من العمر 15 عامًا.»[32]

## الإنتاج

### تطوير الفيلم

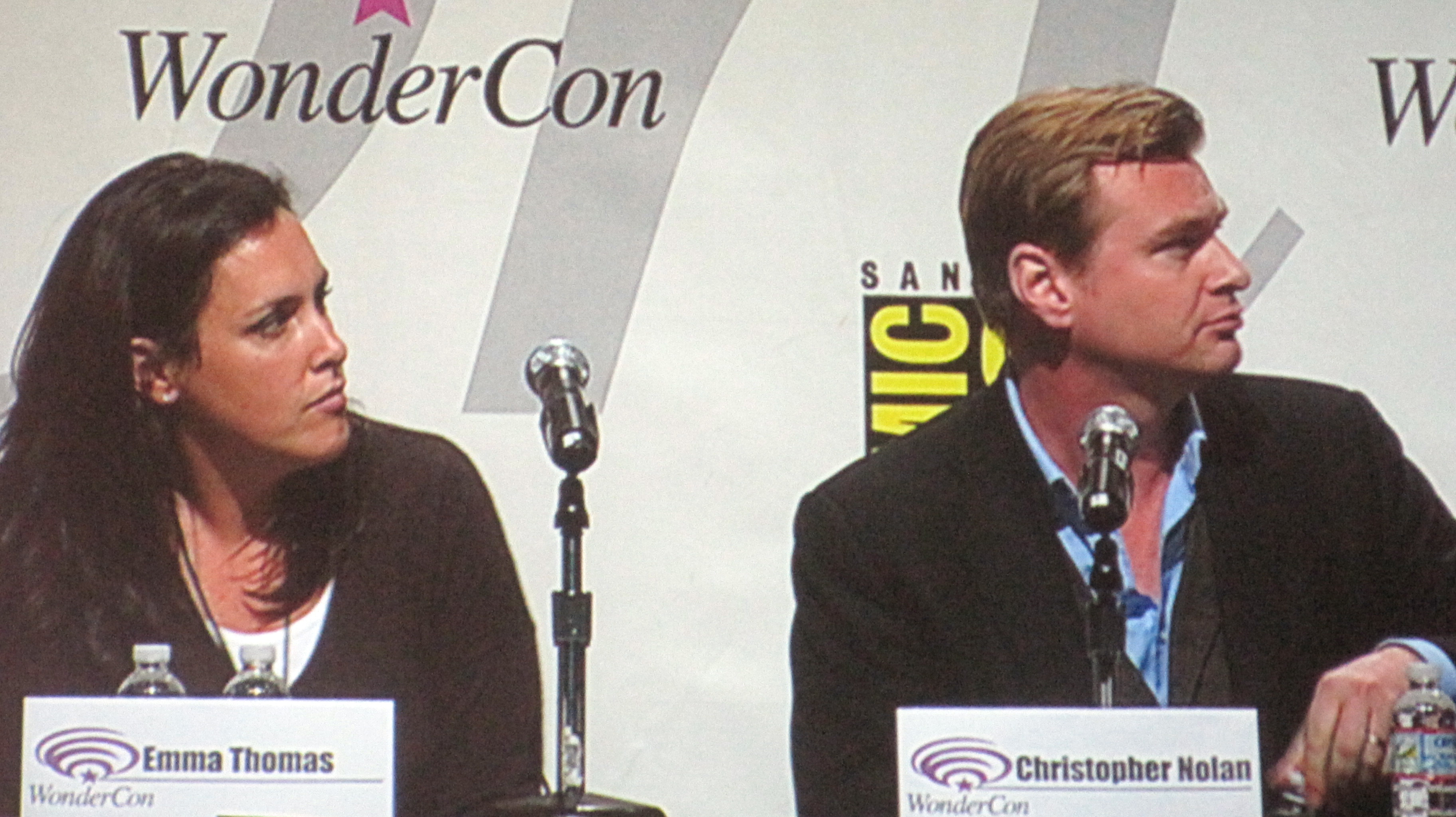
إيما توماس وزوجها كريستوفر نولان يتحدثان عن الفيلم. كلاهما أنتجا الفيلم من خلال شركتهم سينكوبي.

كتب نولان في البداية نصًا من 80 صفحة عن سارق الأحلام. تصور نولان في الأصل أن فيلم استهلال هو فيلم رعب، إلا أنه كتبه في النهاية كفيلم سرقة على الرغم من أنه وجد أنه "نصًا تقليديًا، وقال: "انهم سطحيون للغاية من الناحية العاطفية." استنتج نولان عند إعادة النظر في نصه أن كتابته بهذا النوع لم ينجح لأن القصة "تعتمد بشكل كبير على فكرة الحالة الداخلية، فكرة الحلم والذاكرة. أدركت أنني بحاجة إلى رفع المخاطر العاطفية."
عمل نولان على النص لمدة تسعة إلى عشرة أعوام، وحين بدأ في التفكير في صناعة الفيلم، كان نولان متأثراً «بحقبة الأفلام هذه حيث كان لديك ذا ماتريكس (1999)، وكان لديك مدينة الظلام (1998)، وكان لديك الطابق الثالث عشر (1999)، وإلى حد ما، كان لديك تذكار (2000) أيضاً. وهي حقبة جديدة من الأفلام تستند إلى المبادئ القائلة بأن العالم من حولك قد لا يكون حقيقياً».
قرر نولان في عام 2001 إلى أنه يحتاج إلى المزيد من الخبرة في صناعة الأفلام واسعة النطاق، وشرع في فيلم بداية باتمان وفارس الظلام. أدرك نولان أن فيلم مثل إستهلال يحتاج إلى ميزانية كبيرة لأنه «بمجرد أن تتحدث عن الأحلام، فإن إمكانات العقل البشري لا نهائية، وبالتالي فإن حجم الفيلم سيكون لا نهائي. يجب أن تشعر وكأنك يمكن أن تذهب إلى أي مكان بنهاية الفيلم، ويجب أن تعمل على نطاق واسع.» قرر نولان بعد أن صنع فارس الظلام أن يكمل كتابته وأمضى ستة أشهر في إكمال النص. قال نولان إن المفتاح لإكمال النص هو التساؤل عما سيحدث إذا كان العديد من الناس يتشاركون نفس الحلم.
كان نولان يحاول العمل مع ليوناردو دي كابريو لسنوات وقابله عدة مرات، لكنه لم يتمكن من وضعه لأي فيلم من أفلامه السابقة. وافق دي كابريو في النهاية لأنه كان «مفتون بهذا المفهوم - فكرة سرقة الأحلام هذه وكيف ستفتح هذه الشخصية عالم أحلامه وتؤثر في نهاية المطاف على حياته الحقيقية». قرأ ليوناردو النص ووجد أنه «مكتوب بشكل جيد، وشامل، ولكن كان عليك حقاً أن يكون كريس شخصياً، لمحاولة التعبير عن بعض الأشياء التي كانت تدور حول رأسه على مدى السنوات الثماني الماضية». قضوا ديكابريو ونولان شهورًا في الحديث عن السيناريو. استغرق نولان وقتاً طويلاً لإعادة كتابة النص من أجل «التأكد من أن الرحلة العاطفية لشخصيته [دي كابريو] كانت القوة الدافعة للفيلم». في 11 فبراير 2009، أُعلِنَ أن وارنر برذرز قد اشترت «استهلال»، وهو سيناريو أولي كتبه نولان.

### التصوير والمواقع
بدأ التصوير الفوتوغرافي الرئيسي في طوكيو في 19 يونيو 2009، مع المشهد الذي يستأجر فيه سايتو كاب لأول أثناء تحليق طائرة هليكوبتر فوق المدينة.
انتقل الإنتاج إلى المملكة المتحدة وبدأ التصوير في حظيرة مناطيد محولة في كردينغتون، بيدفوردشير، شمال لندن. وهناك، بدأ الاستوديو التصوير بإمالة بار الفندق 30 درجة، وتم تدوير ممر الفندق 360 درجة كاملة لخلق تأثير الاتجاهات البديلة للجاذبية بالنسبة للمشاهد المحددة خلال المستوى الثاني من الحلم، حيث تصبح فيزياء قطاع الأحلام فوضوية. الفكرة مستوحاة من تقنية مستخدمة في فيلم ستانلي كوبريك 2001: ملحمة الفضاء (1968). قال نولان: «كنت مهتمًا بأخذ هذه الأفكار والتقنيات والفلسفات وتطبيقها على سيناريو عمل». خطط صانعو الفيلم في الأصل لجعل الردهة بطول 40 قدمًا (12 مترًا) فقط، ولكن عندما أصبح تسلسل الحركة أكثر تفصيلاً، تم زيادة طول المدخل إلى 100 قدم (30 مترًا). تم تعليق الممر على طول ثماني حلقات كبيرة متحدة المركز كانت متباعدة على مسافات متساوية خارج جدران الممر ومدعومة بمحركين كهربائيين ضخمين.
قضى جوزيف غوردون-ليفيت عدة أسابيع في تعلم القتال في ممر يدور مثل «عجلة هامستر عملاقة». قال نولان عن الجهاز: «كان الأمر أشبه بجهاز تعذيب لا يصدق، ضَربنَا جوزيف لأسابيع لكن في النهايةِ نَظرنَا إلى اللقطاتِ، وكانت شيء فريد. إيقاع المشاهد فريد من نوعه، وعندما تشاهده، حتى لو كنت تعرف كيف تم ذلك، فإنه يربك تصوراتك. إنه مقلق بطريقة رائعة.» يتذكر جوردون ليفيت: «كان التصوير ستة أيام في الأسبوع، وكان التعب تماماً مثل العودة إلى المنزل في الليل وانت متعرض للضرب.» وقال عن تمثيله: «كانت التجهيزات الضوئية على السقف قادمة على الأرض، وعليك أن تختار الوقت المناسب لعبورها، وإذا لم تفعل، ستسقط.» في 15 يوليو 2009، جرى التصوير في كلية لندن الجامعية للتسلسل الذي حدث داخل كلية باريس للهندسة المعمارية في القصة، تم التصوير في المكتبة، وفلاكسمان غاليري، ومسرح غوستاف توك.
انتقل التصوير إلى فرنسا، حيث تم تصوير كاب وهو يدخل كلية الهندسة المعمارية، وتم التصوير المشاهد المحورية بين أريادن وكاب، كما تم التصوير على جسر بير حكيم. لم تسمح السلطات المحلية باستخدام متفجرات حقيقية لمشهد الانفجار الذي حدث خلال مسرح الحانة، وبدلاً من ذلك، تم استخدام النيتروجين عالي الضغط لخلق تأثير سلسلة من الانفجارات. استخدم مدير التصوير ست كاميرات عالية السرعة لالتقاط التسلسل من زوايا مختلفة والتأكد من حصولهم على اللقطة. عزز قسم التأثيرات المرئية التصوير، مضيفًا المزيد من الدمار والحطام المتطاير. تم استخدام الشاشة الخضراء والصور المنشأة بالحاسوب فيما يتعلق بتسلسل «طي مدينة باريس» وعندما تنشئ «أريادني» الجسور في الموقع من خيالها.
تم التصوير في المدينة المغربية طنجة على أنها مومباسا، حيث يستأجر كاب إيمز ويوسف. لالتقاط هذا المشهد، استخدم مدير التصوير فيستر عدة كاميرات محمولة يدوياً. تم التصوير في طنجة أيضًا كإطار لتصوير مشهد الشغب الهام خلال الزوال في عقل سايتو.
انتقل التصوير إلى منطقة لوس أنجلوس، حيث بنيت بعض المشاهد على مسارح صوتية من وارنر برذرز، بما في ذلك مشهد الغرف الداخلية لقلعة سايتو اليابانية (يكتمل الحلم باستوديو مبني على شاطئ ماليبو). كانت قاعة الطعام مستوحاة من قلعة نيجو التاريخية، التي بنيت حوالي عام 1603، وكانت هذه المشاهد مستوحاة من مزيج من العمارة اليابانية والتأثيرات الغربية.
نظم الإنتاج مطاردات السيارات في شوارع وسط مدينة لوس أنجلوس، مما أدى إلى تحطم قطار شحن في منتصف أحد الشوارع. قام صانعو الفيلم بتكوين محرك قطار على هيكل مقطورة جرار، تم صنع نسخة طبق الأصل من قوالب الألياف الزجاجية المأخوذة من أجزاء القطار الأصلي ومطابقة في اللون والتصميم. أيضًا، كان من المفترض أن يتم ضبط مطاردة السيارة في خضم هطول أمطار غزيرة، لكن طقس لوس أنجلوس ظل مشمسًا عادةً. قام صانعو الأفلام بإعداد تأثيرات متقنة (مثل خراطيم المياه على الأسطح) لإعطاء الجمهور انطباعًا بأن الطقس كان ملبدًا بالغيوم والرطوبة. كانت لوس أنجلوس أيضًا موقع مشهد الذروة حيث تنطلق شاحنة فورد إي سيرس قبالة جسر شويلر هايم في حركة بطيئة.
في مشهد سقوط الشاحنة في الماء، كان التحدي أمام الممثلين هو تجنب الذعر، وشرح كيليان مورفي عن ذلك: «عندما يطلبون منك أن تتصرف، فإنه سؤال بسيط». كان على الممثلين أن يبقوا تحت الماء لمدة أربع إلى خمس دقائق أثناء سحب الهواء من خزانات الغوص؛ ويظهر تنفس الممثلين تحت الماء في هذا المشهد.

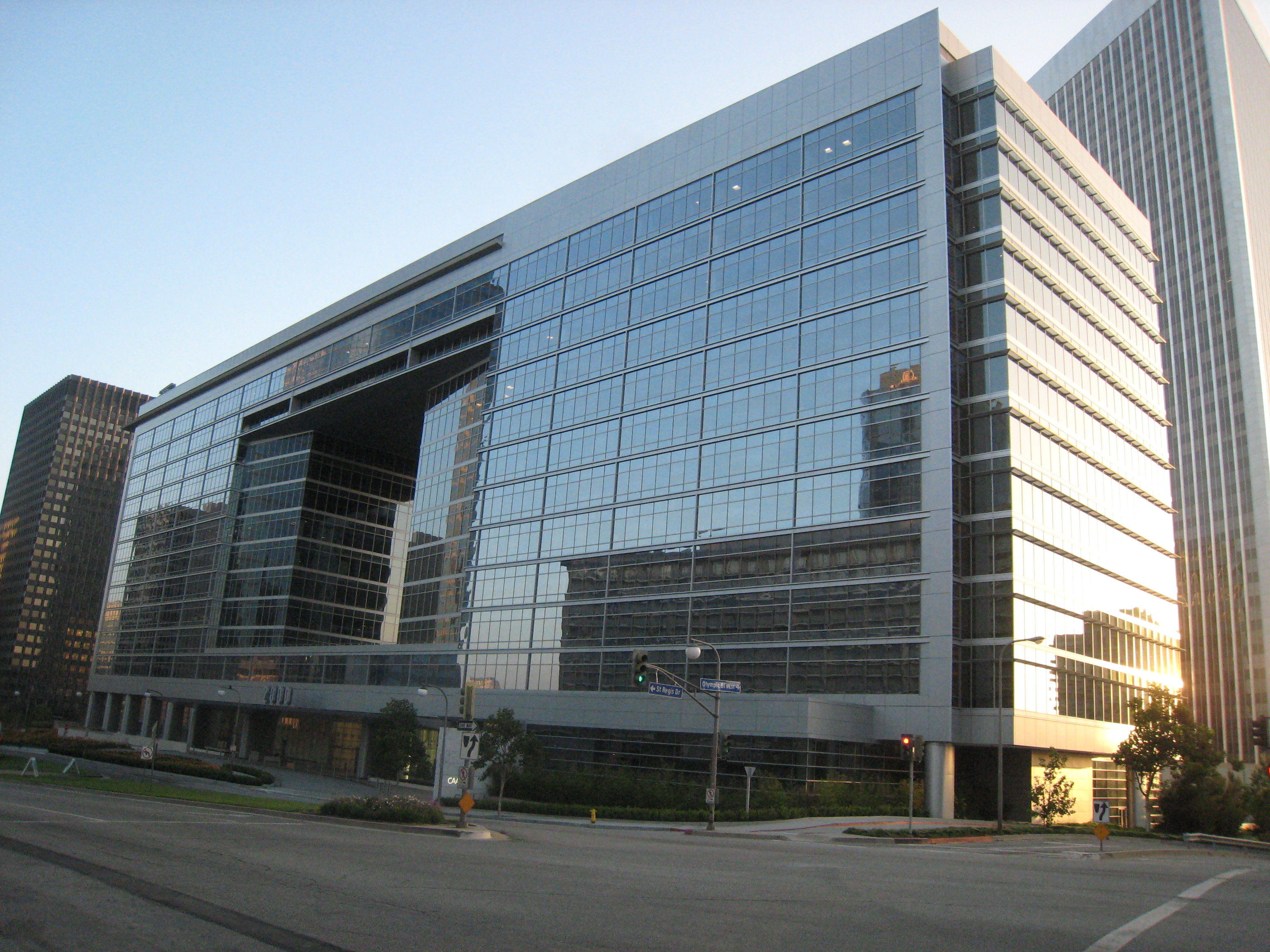
مبنى سي ايه ايه.

كان منزل كاب في باسادينا. تم تصوير مشهد ردهة الفندق في مبنى سي ايه ايه (بالإنجليزية: CAA) في سينتشوري سيتي. تم صنع موقع الليمبو «البرزخ» في لوس أنجلوس والمغرب، مع تصوير مشهد الشاطئ في شاطئ بالوس فيرديس مع مباني سي جي آي. كان شارع إن هوب في لوس أنجلوس هو موقع التصوير الرئيسي للبرزخ، تم استخدام الشاشة الخضراء وتقنية الصور المنشأة بالحاسوب لخلق المناظر الطبيعية للحلم.
جرت المرحلة الأخيرة من التصوير الرئيسي في ألبرتا في أواخر نوفمبر 2009. اكتشف مدير التصوير منتجعًا مغلقًا مؤقتا للتزلج على الجليد يُدعى «فورتريس ماونتن». تم وضع استوديو تصوير بالقرب من المحطة العليا للمصعد الكندي، واستغرق بناؤه ثلاثة أشهر. كان على الإنتاج أن ينتظر عاصفة ثلجية ضخمة لتصوير مشهد المطاردات في الثلج، كان فكرة مشهد التزلج على الجليد مستوحاة من فيلم جيمس بوند المفضل لنولان «في الخدمة السرية لجلالتها» (1969). قال نولان: «ما أعجبني في العمل هو أننا حاولنا محاكاة توازن هائل بين صناعة الفيلم وبين نطاق الرومانسية والمأساة والعاطفة».

### التصوير السينمائي
لم يصور نولان أي لقطة بكاميرات آيماكس، بعكس فارس الظلام، حيث قال: «لم نشعر أننا سنكون قادرين على التصوير بكاميرات آيماكس نظرًا لأن الفيلم يتعامل مع منطقة سريالية محتملة، وطبيعة الأحلام وما إلى ذلك، أردت أن يكون واقعياً قدر الإمكان، لا يلتزم بمقاييس كاميرات آيماكس هذه، على الرغم من أنني أحبها كثيرًا».

### التأثيرات البصرية
بالنسبة لتسلسل مشاهد الأحلام في الفيلم، استخدم نولان القليل من الصور التي يتم إنشاؤها بواسطة الحاسوب، حيث فضل التأثيرات العملية والواقعية كلما أمكن ذلك، قال نولان: «من المهم جدًا بالنسبة لي أن ألتقط أكبر قدر ممكن في الكاميرا، إذا لزم الأمر، فإن رسومات الكمبيوتر مفيدة جدًا للبناء على ما حققته أو تحسين ما حققته.» لتحقيق هذه الغاية، قام المشرف على التأثيرات البصرية بول فرانكلين ببناء قلعة صغيرة من القلعة الجبلية ثم قام بتفجيرها من أجل الفيلم. بالنسبة لمشهد القتال الذي يحدث في حالة من انعدام الجاذبية، فقد استخدم التأثيرات المستندة إلى الصور منشأة بالحاسوب «لتثبيت عناصر الفيزياء مثل المكان والزمان».
كان التأثير الأكثر تحديًا على مستوى الفيلم هو المدينة في «البرزخ» في نهاية الفيلم، لأنه تطور باستمرار أثناء إنتاج الفيلم. كان لدى فرانكلين فنانين يبنون ذلك بينما أعرب نولان عن رؤيته المثالية: «شيء جليدي، بهندسة معمارية حداثية واضحة، وأجزاء منه تنفجر في البحر مثل الجبال الجليدية». انتهى الأمر بفرانكلين وفريقه بـ«شيء يبدو وكأنه جبل جليدي من مدينة غوثام مع مياه تجري من خلاله.» قام المصممون بإنشاء نموذج أساسي لنهر جليدي ثم ابتكروا برنامجًا أضاف عناصر مثل الطرق والتقاطعات والوديان إلى أن أصبح لديهم منظر مدينة معقد. بالنسبة إلى مشهد طي باريس، كان لدى فرانكلين فنانين ينتجون رسومات تخطيطية للمفاهيم ثم قاموا بإنشاء رسوم متحركة تقريبية على الكمبيوتر لإعطائهم فكرة عن شكل المشهد أثناء الحركة. في وقت لاحق أثناء التصوير الرئيسي، كان نولان قادرًا على توجيه ديكابريو وبيج بناءً على الرسوم المتحركة الحاسوبية التقريبية التي أنشأها فرانكلين. كان لدى البداية ما يقرب من 500 لقطة منتجة مع مؤثرات بصرية (بالمقارنة مع بداية باتمان، كان لدى بداية باتمان ما يقرب من 620)، وهو عدد قليل نسبيًا مقارنة بالأفلام المعاصرة ذات التأثيرات الثقيلة، والتي يمكن أن تحتوي على ما يصل إلى 2000 لقطة معدلة بالمؤثرات البصرية.

### الموسيقى التصويرية
أنتج هانز زيمر موسيقى الفيلم، الذي وُصِف عمله بأنه "إلكتروني للغاية، وبموسيقى كثيفة"، مليئة «بالحنين والحزن» لتتناسب مع مشاعر كوب طوال الفيلم. تمت كتابة الموسيقى بالتزامن مع التصوير، تتضمّن الموسيقى صوت غيتار يذكّر بـ إنيو موريكوني، عزف الموسيقى جوني مار وهو عازف قيثارة سابق في فرقة ذا سميثز. تظهر أغنية إديث بياف «لا، لست آسف على شيء» (بالفرنسية: Non، je ne regrette rien) كثيراً في الفيلم، واستخدِمَت لتوقيت الأحلام بدقة، أعاد زيمر صياغة مقطوعات من الأغنية إلى موسيقى الفيلم. تم إصدار الألبوم الصوتي في 11 يوليو 2010 بواسطة تسجيلات ريبرايز، تم وضع غالبية الموسيقى بصوت عالي الدقة 5.1 على القرص الثاني لإصدار بلو راي ثنائي القرص. تم ترشيح موسيقى هانز زيمر لجائزة الأوسكار لأفضل موسيقى تصويرية في عام 2011، إلا أنه خسر أمام فيلم الشبكة الاجتماعية والذي وضع موسيقاه ترينت ريزنور واتيكوس روس.

## المواضيع

### الواقع والأحلام

تم دمج سلالم بنروز في الفيلم كمثال على الأشياء المستحيلة التي يمكن إنشاؤها في عوالم الأحلام.

أراد نولان في الفيلم استكشاف «فكرة مشاركة الأشخاص في منطقة الأحلام... حيث يمنحك ذلك القدرة على الوصول إلى العقل الباطن لشخص ما. لكن، ما الذي يمكن استخدامه وإساءة استخدامه؟» تحدث غالبية حبكة الفيلم في العوالم الأحلام المترابطة ببعضها. وينشئ هذا الهيكل إطاراً تتكاثر فيه الأعمال في عالم الواقع وعالم الحلم عبر العالم الآخر. الحلم دائما في حالة من الإنتاج، ويتحول عبر المستويات بينما تبحر به الشخصيات. على النقيض من ذلك، فإن عالم ذا ماتريكس (1999) هو عالم استبدادي يتحكم فيه الكمبيوتر، في إشارة إلى النظريات التي طورها المفكرون ميشال فوكو وجان بودريار. وفقًا لأحد التفسيرات، فإن عالم نولان يشترك كثيرًا مع أعمال جيل دولوز وفيليكس غوتاري.

## الإصدار

### الإصدار المنزلي
تم إصدار الفيلم على دي في دي وبلو راي في 3 ديسمبر 2010 في فرنسا، وأُصدِرَ في الأسبوع التالي في المملكة المتحدة والولايات المتحدة الأمريكية (7 ديسمبر 2010). أتاحت شركة وارنر برذرز إصدارًا محدودًا في الولايات المتحدة من نسخ بلو راي تضمنت إضافات. تم بيع جميع النسخ في عطلة نهاية الأسبوع مع إنتاج أقل من 2000 نسخة. تم إصدار الفيلم على اتش دي بلو راي ونسخة رقمية إلى جانب أفلام كريستوفر نولان الأخرى في 19 ديسمبر 2017. حتى عام 2018، باعت إصدارات الفيديو المنزلي أكثر من 9 ملايين وحدة وحققت أكثر من 160 مليون دولار.

## الاستقبال

### شباك التذاكر
| الفيلم  | تاريخ الإصدار    | إيرادات شباك التذاكر | إيرادات شباك التذاكر | إيرادات شباك التذاكر | ترتيب شباك التذاكر               | ترتيب شباك التذاكر      | الميزانية      | مرجع   |
| الفيلم  | الولايات المتحدة | أمريكا الشمالية      | دوليًا                | في جميع أنحاء العالم | جميع الأوقات في الولايات المتحدة | جميع الأوقات حول العالم | الميزانية      | مرجع   |
| ------- | ---------------- | -------------------- | -------------------- | -------------------- | -------------------------------- | ----------------------- | -------------- | ------ |
| استهلال | يوليو 2010       | US$292,576,195       | US$532,956,569       | US$825,532,764       | رقم. 80                          | رقم. 67                 | US$160,000,000 | [ 68 ] |

تم إصدار فيلم استهلال في المسارح التقليدية وعروض الآيماكس في 16 يوليو 2010. تم عرض الفيلم لأول مرة عالميًا في ليستر سكوير في لندن، المملكة المتحدة في 8 يوليو 2010. في الولايات المتحدة وكندا، تم إصدار الفيلم بشكل مسرحي في 3792 مسرح تقليدي و195 مسرح آيماكس. حقق الفيلم 21.8 مليون دولار أمريكي خلال يوم افتتاحه في 16 يوليو 2010، مع عروض منتصف الليل في 1500 موقع. بشكل عام، حقق الفيلم 62.7 مليون دولار أمريكي وظهر لأول مرة في المركز الأول في عطلة نهاية الأسبوع الافتتاحي. جعل إجمالي إيرادات نهاية الأسبوع الافتتاحي الفيلم كثاني أعلى ظهور لفيلم الخيال العلمي، خلف فيلم أفاتار الذي بلغت إيراداته 77 مليون دولار أمريكي في نهاية الأسبوع في عام 2009. احتل الفيلم المركز الأول في ترتيب شباك التذاكر في عطلات نهاية الأسبوع الثانية والثالثة، حيث انخفض بنسبة 32٪ فقط (42.7 مليون دولار أمريكي) و36٪ (27.5 مليون دولار أمريكي) على التوالي، قبل أن يتراجع إلى المركز الثاني المركز في أسبوعه الرابع، خلف الشخصان الآخران.
بلغت أرباح الفيلم 292 مليون دولار أمريكي في الولايات المتحدة وكندا، و 56 مليون دولار أمريكي في المملكة المتحدة وأيرلندا ومالطا و475 مليون دولار أمريكي في الدول الأخرى ليصبح المجموع 823 مليون دولار أمريكي في جميع أنحاء العالم. كانت أسواقها الخمسة الأعلى ربحًا بعد الولايات المتحدة وكندا (292 مليون دولار أمريكي) هي الصين (68 مليون دولار أمريكي) والمملكة المتحدة وأيرلندا ومالطا (56 مليون دولار أمريكي) وفرنسا ومنطقة المغرب العربي (43 مليون دولار أمريكي) واليابان (40 مليون دولار أمريكي) وكوريا الجنوبية (38 مليون دولار أمريكي). كان الفيلم السادس الأعلى ربحًا لعام 2010 في أمريكا الشمالية، ورابع أعلى فيلم في عام 2010، خلف حكاية لعبة 3 وأليس في بلاد العجائب وهاري بوتر ومقدسات الموت – الجزء 1. الفيلم هو ثالث أكثر الإنتاجات ربحًا في مسيرة كريستوفر نولان - بعد فيلم فارس الظلام ونهوض فارس الظلام  - وثاني أعلى إنتاج لليوناردو دي كابريو - بعد تيتانيك.

### استقبال الجمهور
حصل الفيلم على روتن توميتوز على نسبة موافقة تبلغ 87٪ بناءً على 359 مراجعة، وبمتوسط تقييم 8.10 / 10. يقرأ الإجماع النقدي للموقع أن الفيلم «ذكي ومبتكر ومثير، الفيلم هو أحد تلك الأفلام الصيفية النادرة التي تنجح عميقاً وفكرياً.» أعطى ميتاكريتيكالفيلم متوسط نتيجة 74 من 100، بناءً على 42 ناقدًا، مما يشير إلى «المراجعات الإيجابية بشكل عام». أعطت الجماهير التي استطلعت آراءها على سينماسكور الفيلم متوسط درجة "B+" على مقياس A+ إلى F.

### الجوائز
حصل الفيلم على العديد من الجوائز في الفئات الفنية، مثل جائزة الأوسكار لأفضل تصوير سينمائي، وأفضل مونتاج صوتي، وأفضل خلط أصوات، وأفضل تأثيرات بصرية، كما فاز الفيلم بالعديد من جوائز الأكاديمية البريطانية للأفلام، بما في ذلك أفضل تصميم إنتاج وأفضل مؤثرات بصرية وأفضل صوت. في معظم ترشيحاته الفنية، هُزِم الفيلم من قبل الشبكة الاجتماعية أو خطاب الملك. ومع ذلك، فقد فاز الفيلم بأعلى درجتين شرف لفيلم خيال علمي أو فيلم خيالي، وهم: جائزة برادبري 2011 لأفضل إنتاج درامي وجائزة هوغو 2011 لأفضل عرض درامي (طويل).

## وصلات خارجية
- مقالات تستعمل روابط فنية بلا صلة مع ويكي بيانات